# Chris Isaak (альбом)
Chris Isaak — второй студийный альбом американского рок-н-ролл музыканта Криса Айзека, выпущенный в 1986 году.
Песня «Blue Hotel» была издана в виде сингла в 1987 году и достигла широкой популярности, став первым хитом Айзека.

## Список композиций
Все песни написаны Крисом Айзеком, за исключением отмеченных.
1. «You Owe Me Some Kind of Love» — 3:51
2. «Heart Full of Soul» (Грэм Гоулдман) — 3:20
3. «Blue Hotel» — 3:10
4. «Lie to Me» — 4:12
5. «Fade Away» — 4:15
6. «Wild Love» — 2:57
7. «This Love Will Last» — 2:45
8. «You Took My Heart» — 2:31
9. «Cryin'» — 2:30
10. «Lovers Game» — 2:55
11. «Waiting for the Rain to Fall» — 3:39

## В записи участвовали
- Крис Айзек — гитара, вокал
- Джеймс Уисли (James Wilsey) — гитара
- Крис Солберг (Chris Solberg) — бас-гитара
- Прэйри Принс (Prairie Prince) — ударные
- Роланд Сэлли (Rowland Salley) — бас
- Кенни Дэйл Джонсон (Kenney Dale Johnson) — ударные, вокал

## Позиции в хит-парадах и сертификации
| Чарт (1987)       | Высшая позиция |
| ----------------- | -------------- |
| Нидерланды        | 33             |
| Норвегия          | 20             |
| Соединенные Штаты | 194            |
| Швеция            | 20             |

| Регион | Сертификация | Продажи  |
| --- | ------------ | -------- |
| Австралия (ARIA) | Золотой      | 35 000^  |
| Франция (SNEP) | Платиновый   | 300 000* |
| Испания (PROMUSICAE) | Золотой      | 50 000^  |
| США | —            | 393,000  |
| * Данные о продажах приведены только на основе сертификации. ^ Данные о тиражах приведены только на основе сертификации. |              |          |